# Запорожец, Фёдор Яковлевич
Фёдор Яковлевич Запорожец (1911—1975) — сержант Рабоче-крестьянской Красной Армии, участник Великой Отечественной войны, Герой Советского Союза (1943).

## Биография
Фёдор Запорожец родился 29 октября (по новому стилю — 11 ноября) в селе Пречистовка (ныне — Марьинский район Донецкой области Украины). Получил начальное образование, после чего работал в колхозе. В 1933—1937 годах служил в Рабоче-крестьянской Красной Армии. Срочную службу проходил на Дальнем Востоке. Был участником боевых действий на озере Хасан. В 1942 году Запорожец повторно был призван в армию. С июля 1943 года — на фронтах Великой Отечественной войны. К октябрю 1943 года сержант Фёдор Запорожец командовал отделением 180-го отдельного сапёрного батальона 167-й стрелковой дивизии 38-й армии Воронежского фронта. Отличился во время битвы за Днепр.
Во время боёв на Днепре в первой половине октября 1943 года Запорожец со своим отделением переправил через Днепр две артиллерийских части. Когда одно из орудий в результате повреждения парома упало в воду, вместе со своими сапёрами Запорожец вытащил его. Также отделение Запорожца обезвредило в тех боях около тысячи немецких мин. В одном из боев был тяжело ранен.
Указом Президиума Верховного Совета СССР от 13 ноября 1943 года за «успешное форсирование Днепра, прочное закрепление плацдарма на западном берегу реки и проявленные при этом мужество и героизм» сержант Фёдор Запорожец был удостоен высокого звания Героя Советского Союза с вручением ордена Ленина и медали «Золотая Звезда» за номером 6669 (награды вручены в 1952 году).
Лечение проходил в Ташкенте в госпитале. После госпиталя был комиссован и уехал на Дальний Восток. Работал пекарем на Курильских островах. После войны вернулся в родной Донбасс. Работал на Красногоровскои, затем на Великоанадольском шамотных заводах. Проживал в посёлке Владимировка Донецкой области. Умер 31 мая 1975 года.
Был также награждён рядом медалей.